# Seznam nemških policistov
Seznam nemških policistov.

## A
- Ludolf von Alvensleben

## D
- Kurt Daluege
- Rudolf Diels

## G
- Odilo Globočnik

## H
- Reinhard Heydrich

## K
- Ernst Kaltenbrunner

## L
- Viktor Lutze

## M
- Heinrich Müller

## N
- Artur Nebe

## R
- Joseph Ratzinger starejši

## S
- Franz Walter Stahlecker

## W
- Ulrich Wegener

## Z
- Jörg Ziercke